# Columbiadamm

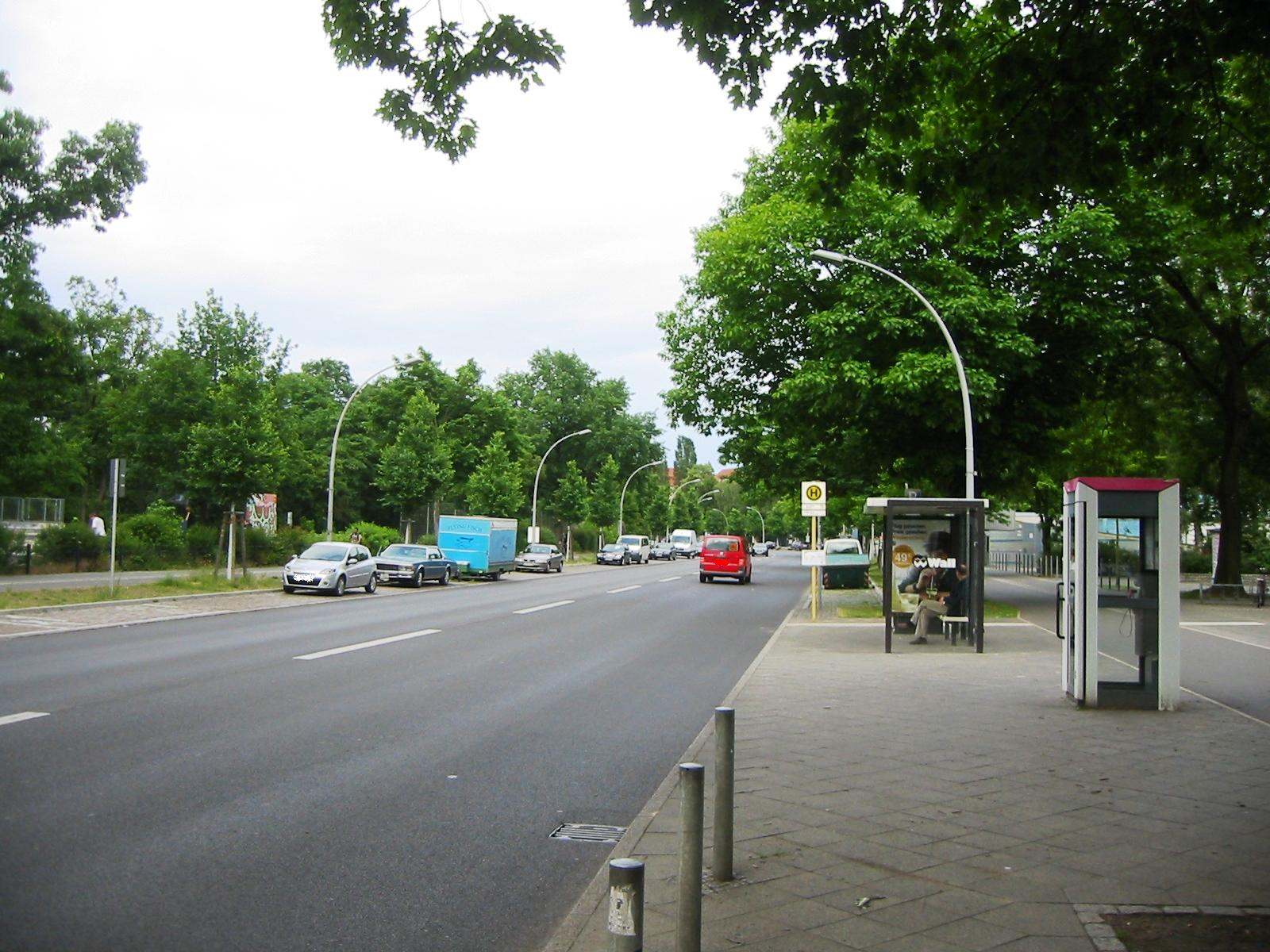
La rue Columbiadamm en 2012.

La rue Columbiadamm est une voie de Berlin en Allemagne.

## Situation et accès
Cette rue qui traverse les quartiers berlinois de Tempelhof, Kreuzberg et Neukölln, s'étend de Platz der Luftbrücke à Fontanestraße le long du côté nord de l'ancien aéroport de Tempelhof et du côté sud du parc public Hasenheide.

## Origine du nom
La rue porte le nom de l'avion Miss Columbia avec lequel Clarence Chamberlin établit un record de longue distance en juin 1927 sur un vol de New York à Mansfeld près d'Eisleben. 

## Historique
La rue, qui s'appelait Prinz-August-von-Württemberg-Straße depuis 1898, ainsi qu'un tronçon d'avant 1901 à 1919 environ appelé Kirchhofstraße puis Friedhofstraße, est d'abord rebaptisé Columbiastraße en 1929. Il obtient son nom actuel en 1950.
À l'époque du national-socialisme, la Gestapo ouvre un camp de prisonniers à Columbiahaus en 1933, connu sous le nom de KZ Columbia ou KZ Columbia-Haus. Un mémorial au coin de Columbiadamm et Golßener Straße le rappelle depuis 1994.

## Bâtiments remarquables et lieux de mémoire
- Parc public Hasenheide
- Caserne du régiment de cuirassiers de la Garde et du 4e régiment de grenadiers de la Garde (aujourd'hui 5e direction de la police)
- Aéroport de Tempelhof